# Kompetenzzentrum für elektrochemische Oberflächentechnologie
Das Kompetenzzentrum für elektrochemische Oberflächentechnologie (Centre for Electrochemical Surface Technology, Akronym CEST) ist ein österreichisches, universitätsnahes und kooperatives Forschungsunternehmen auf dem Gebiet der Elektrochemie und Oberflächentechnologie. Seine Standorte befinden sich in Wiener Neustadt und Linz.

## Geschichte
Das CEST wurde 2008 in der heutigen Form im Rahmen des Österreichischen Kompetenzzentrenprogramms COMET gegründet, als Vorgänger kann das ECHEM angesehen werden, was damals als Ausgründung aus dem Atomforschungszentrum Seibersdorf entstand. Gegründet wurde die Firma als Kooperation des Seibersdorf-Betreibers Austrian Institute of Technology, den Technischen Universitäten Wien und Graz und der Universität Linz mit den Stahl-Technologieunternehmen Voestalpine und Andritz AG, dem Vorarlberger Beschichter Collini, und dem europäischen Luft- und Raumfahrtsunternehmen Airbus.
Das Institut ist am Technologie- und Forschungszentrum Wiener Neustadt (TFZ) angesiedelt, seit 2018 auch in Linz (Stahlstraße, VOEST-Gelände). Früher gab es auch Standorte in Wien und Graz.

## Tätigkeiten
Das Institut beschäftigt sich primär mit der Materialwissenschaft der Ober- und Grenzflächen, insbesondere zur Atmosphäre, mit Schwerpunkt Elektrochemie, wie etwa Korrosion (Schwerpunkt in Linz). Dazu tritt zunehmend Bioelektrochemie und Sensor-Technik.
Das Institut betreibt Grundlagenforschung sowie Innovations- und Problemlösungsforschung der Unternehmenspartner und als Auftragsforschung.
Das CEST ist Mitausrichter von internationalen wissenschaftlichen Symposien zu Themen wie elektrochemisches Abtragen und Tribokorrosion.

## Organisation
Gesellschafter sind:
Wissenschaftliche Partner:
- AIT Austrian Institute of Technology (33 %)
- Technische Universität Graz (11 %)
- Technische Universität Wien (11 %)
- Johannes Kepler Universität Linz (11 %)

Unternehmenspartner:
- Andritz AG (Graz, 6,8 %)
- voestalpine Stahl (Linz, 6,8 %)
- Collini  (Hohenems, 13,6 %)
- Airbus Defence and Space  (Taufkirchen bei München DE, 6,8 %)